# Anemone robustostylosa
Anemone robustostylosa är en ranunkelväxtart som beskrevs av Ru Huai Miao. Anemone robustostylosa ingår i släktet sippor, och familjen ranunkelväxter. Inga underarter finns listade i Catalogue of Life.